# Øjentrøst
Øjentrøst (Euphrasia) er en slægt af Gyvelkvæler-familien. Den er udbredt på alle kontinenter (undtagen Antarktis), herunder i det tempererede område af Europa og Asien. Det er en- eller flerårige halvsnyltere med grenede, ofte rødlige stængler og modsatstillede blade, der er besat med kirtelhår. Blomsterstandene er endestillede med bladagtige støtteblade og 5-tallige, tolæbede blomster, der rørformede til klokkeformede med hvide til violette kroner. Frugterne er kapsler med mange frø.

## Vanskelig afgrænsning
Afgrænsningen er vanskelig mellem arterne i slægten Øjentrøst. Spids Øjentrøst kan opfattes som bestående af flere former, der undertiden opfattes som arter. I Danmark drejer det sig om Svensk Øjentrøst, Kirtel-Øjentrøst, Spinkel Øjentrøst, Nordisk Øjentrøst, Klit-Øjentrøst og Kort Øjentrøst, der alle kan opfattes som former af Spids Øjentrøst. Man kan altså i Danmark kun adskille tre arter med nogenlunde sikkerhed fra hinanden: Læge-Øjentrøst, Spids Øjentrøst og Lyng-Øjentrøst 

## Beskrevne arter
- Kalkøjentrøst (Euphrasia rostkoviana) - blev formodet udryddet, men er dukket op igen i en skov ved Ringsted.[2]
- Lyngøjentrøst (Euphrasia micrantha)
- Lægeøjentrøst (Euphrasia officinalis)
- Spids øjentrøst (Euphrasia stricta)

## Andre arter
- Euphrasia collina
- Euphrasia hibiscus
- Euphrasia subexserta

| Portal | Portal:Botanik |